# Cicamuri
Cicamuri (gruzijsko: წიწამური) je majhna vasica zunaj  Mchete v Gruziji. Znan je kot kraj, kjer je bil leta 1907 umorjen znani pisatelj in pesnik, Ilia Čavčavadze.
V bližini Cicamurija (identificiranega kot Seusamora pri Strabonu) je leta 1953 porušeno akropolo antične Iberije razkril arheolog Andria Apakidze.
Poistoveteti jo je treba z Zaden-cihejem (ზადენციხე), tj. 'trdnjava Zaden' iz srednjeveške gruzijske kronike. Zaden (gruzinsko ზადენი) je bil po srednjeveških gruzijskih kronikah bog plodnosti v predkrščanskem panteonu starih Gruzijcev iz Kartlija (Iberije iz klasičnih virov). Kralj Parnajom Iberijski (109–90 pr. n. št.) je na gori Zedazeni zgradil trdnjavo, v kateri je bival kolos Zadeni, ki naj bi bil skupaj z drugimi poganskimi idoli uničen z molitvami svete Nine, ženske krščevalke Gruzije iz 4. stoletja.
Na tej trdnjavi in morebitnem poganskem templju je bil pozneje zgrajen krščanski samostan.
Nekropola iz 1. stoletja pred našim štetjem / 2. stoletja n. št. je bila razkrita na začetku 80. let dvajsetega stoletja; med najdbami sta bila bronasti batilum (antična rimska železna lopata s kratkim ročajem) in italski oinohoe.